# 屈氏 (明朝)
屈氏（韓語：굴씨；？—？），朝鮮王朝仁祖時代移居朝鮮的中國婦人。
她本是明崇禎帝的宮女，明滅亡後被清將巴布泰俘虜，後成為在清國作為人質昭顯世子的師傳，後隨昭顯世子歸國，她長於琵琶，後成為朝鮮仁祖繼妃莊烈王后的師傅。

## 外部連結
- . 韓民族日報音楽大辞典.